# Tarteletto-Isorex

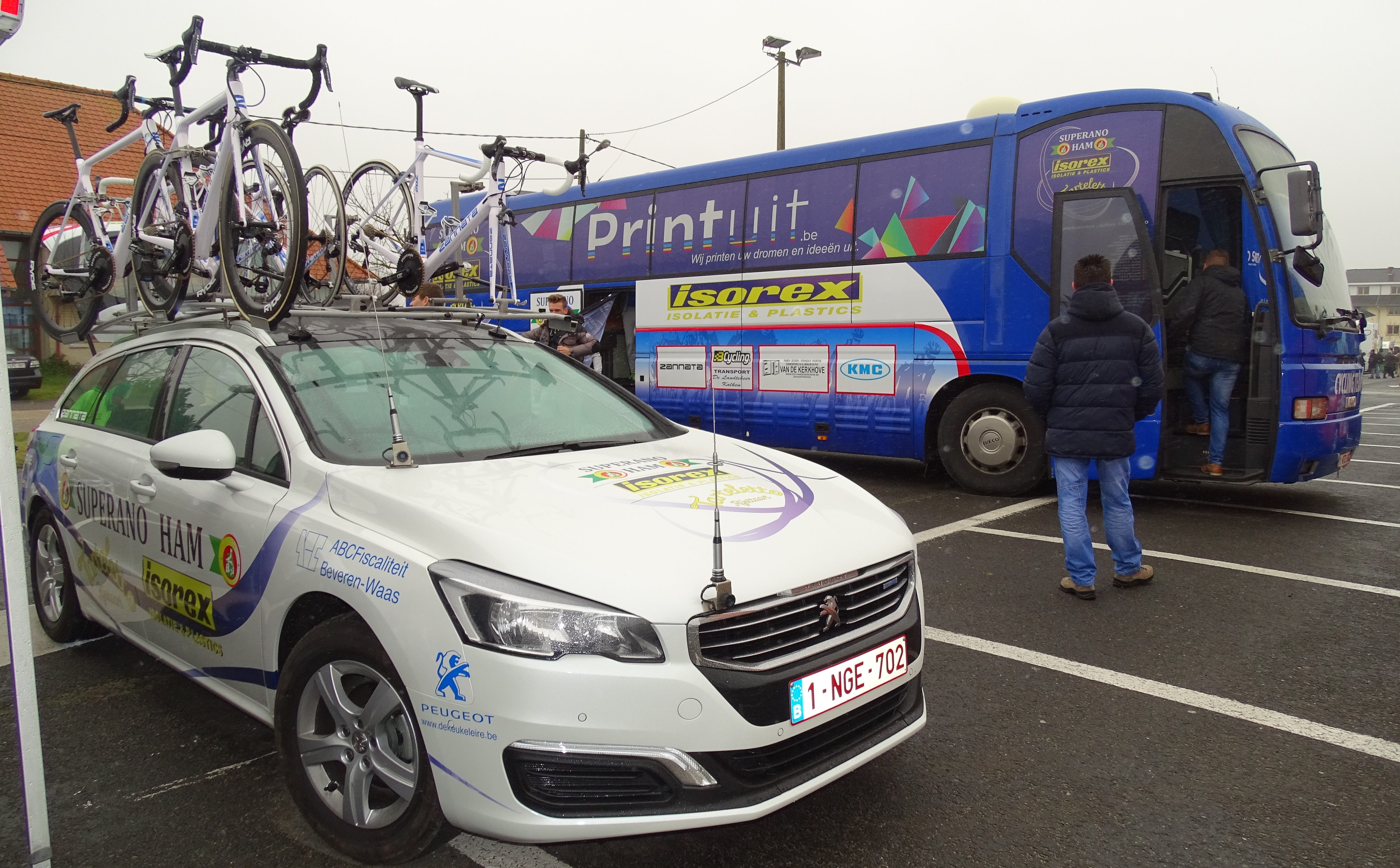
Het wagenpark van de wielerploeg in 2016.

Tarteletto-Isorex is een Belgische continentale wielerploeg. De ploeg is actief in de UCI Continentale circuits, het derde niveau van het internationale wielrennen.

## Geschiedenis
De ploeg werd in 2005 opgericht als amateurploeg en heette Colba-Telecom Cycling Team naar hoofdsponsor Colba een keten van gsm-winkels van eigenaar Peter Bauwens. Ze werden gedurende hun eerste twee seizoenen gevolgd door het programma Kermiskoersen van VT4. In het eerste seizoen stond de ploeg onder leiding van Peter Bauwens, Eric Vanderaerden en Polle De Baeremaeker. Ze maakte in 2006 de overstap naar het continentale circuit. In januari 2006 verliet Jurgen Vermeersch de ploeg om medische redenen en stopte meteen als renner. Eric Vanderaerden verliet in augustus 2006 de ploeg en vertrok naar DFL-Cyclingnews-Litespeed.
Ook in 2008 bleef Yawadoo Telecom hoofdsponsor van de ploeg maar keerde de ploeg terug naar de amateurreeksen. In februari 2008 tekende de Brit Hamish Haynes nog bij de ploeg. De ploeg werd opgevolgd in 2010 door Colba-Mercury-Dourphonie ook op amateurniveau. In 2011 keerde de ploeg terug naar het continentale circuit met onder meer Tom Vanbecelaere, Jurgen François, Philip Schulz en Hamish Haynes. In 2012 werd Grega co-sponsor met merknaam Superano Ham. In 2013 was de meidengroep Sugarfree co-sponsor van de ploeg. In 2014 reed de ploeg opnieuw een seizoen als amateurploeg om het seizoen erna terug te keren op continentaal niveau. In 2014 begon de ploeg ook met drie veldrijders (Kenneth Van Compernolle, Vinnie Braet en Quincy Vens); dit werd voortgezet in 2015 met de komst van Danny De Bie als ploegleider en Jonas Degroote. In 2015 werd er overgeschakeld op Zannata fietsen.
In 2016 werd de ploeg gevolgd door de televisieploeg van Stories TV voor de documentaire In Het Wiel Van. Voor het seizoen 2017 werd Tarteletto hoofdsponsor en veranderde de naam in Tarteletto-Isorex. In november 2017 keerde Danny De Bie terug bij de ploeg. In november 2022 werd Timothy Dupont aangekondigd als nieuwe renner. Voor het seizoen 2025 werden Louis Blouwe, Lennert Teugels en Stefano Museeuw aangetrokken.

## Ploegnamen
| Jaar                                                    | Naam | UCI-code            |
| ------------------------------------------------------- | --- | ------------------- |
| 2005 2006 2007 2008-2009 2010-2011 2012-2015 2016 2017- | Colba-Telecom Cycling Team Yawadoo-Colba-ABM Yawadoo-ABM-TV-Vlaanderen Colba-Yawadoo-ABM Colba-Mercury-Dourphonie Colba-Superano Ham Superano Ham-Isorex Tarteletto-Isorex | ABM CMD CSH SHI TIS |

## Ploegsamenstelling

### Selectie 2025
| Naam               | Geboortedatum | Nationaliteit | Ploeg 2024                     |
| ------------------ | ------------- | ------------- | ------------------------------ |
| Siebe Bauwens      | 8-03-2006     | België        | Isorex Cycling Team            |
| Louis Blouwe       | 19-11-1999    | België        | Bingoal WB                     |
| Robbe Claeys       | 13-11-2000    | België        |                                |
| Ewout de Keyser    | 12-05-2001    | België        |                                |
| Jordy Decottignies | 12-03-2002    | België        | CT UW Immo Plus - Pessemier NV |
| Timothy Dupont     | 1-11-1987     | België        |                                |
| Bo Godart          | 31-08-1998    | België        |                                |
| Jonas Goeman       | 15-02-1993    | België        |                                |
| Gianni Marchand    | 1-06-1990     | België        |                                |
| Stefano Museeuw    | 1-06-1997     | België        | Philippe Wagner/Bazin          |
| Brian Rigole       | 21-05-2002    | België        | -                              |
| Arne Santy         | 20-10-2000    | België        |                                |
| Daan Stevens       | 10-05-2002    | België        | Hubo - Remotive                |
| Lennert Teugels    | 9-04-1993     | België        | Bingoal WB                     |
| Alex Vandenbulcke  | 25-11-2001    | België        |                                |
| Mauro Verwilt      | 11-06-2000    | België        |                                |

## Overwinningen
2011
Ronde van Noord-Holland: Niels Wytinck
Grote Prijs Impanis-Van Petegem: Sander Cordeel
2012
Ardense Pijl: Clément Lhotellerie
2017
Eindklassement Ronde van Iran: Rob Ruijgh
2018
 Grieks kampioenschap, wegwedstrijd: Polychronis Tzortzakis
 Albanees kampioenschap, wegwedstrijd: Ylber Sefa
2019
2e etappe Ronde van Marokko: Abram Stockman
7e en 8e etappe Ronde van Marokko: Polychronis Tzortzakis
I.W.T. Oetingen: Julien Van Den Brande
 Grieks kampioenschap, tijdrit: Polychronis Tzortzakis
 Albanees kampioenschap, tijdrit: Ylber Sefa
 Albanees kampioenschap, wegwedstrijd: Ylber Sefa
5e etappe Ronde van Iran: Thomas Joseph
2020
 Albanees kampioenschap, tijdrit: Ylber Sefa
 Albanees kampioenschap, wegwedstrijd: Ylber Sefa
2021
Dorpenomloop Rucphen: Elias Van Breussegem
 Albanees kampioenschap, tijdrit: Ylber Sefa
 Albanees kampioenschap, wegwedstrijd: Ylber Sefa
2022
5e etappe Belgrado-Banja Luka: Andreas Goeman
3e etappe Ronde van Griekenland: Lennert Teugels
1e etappe Ronde van Iran: Gianni Marchand
3e etappe Ronde van Iran: Lennert Teugels
5e etappe Ronde van Iran: Andreas Goeman
Eindklassement Ronde van Iran: Gianni Marchand
2023
2e etappe Ronde van Griekenland: Timothy Dupont
Eindklassement Ronde van de Mirabelle: Jonas Geens
1e en 8e etappe Ronde van het Qinghaimeer: Timothy Dupont
4e etappe Ronde van Istanbul: Timothy Dupont
2024
1e etappe Ronde van Antalya: Timothy Dupont
2025
Omloop der Kempen: Arne Santy